# Françoise Gilot
Françoise Gilot (ur. 26 listopada 1921 w Neuilly-sur-Seine, zm. 6 czerwca 2023 w Nowym Jorku) – francuska artystka i pamiętnikarka, partnerka Pabla Picassa.

## Życiorys

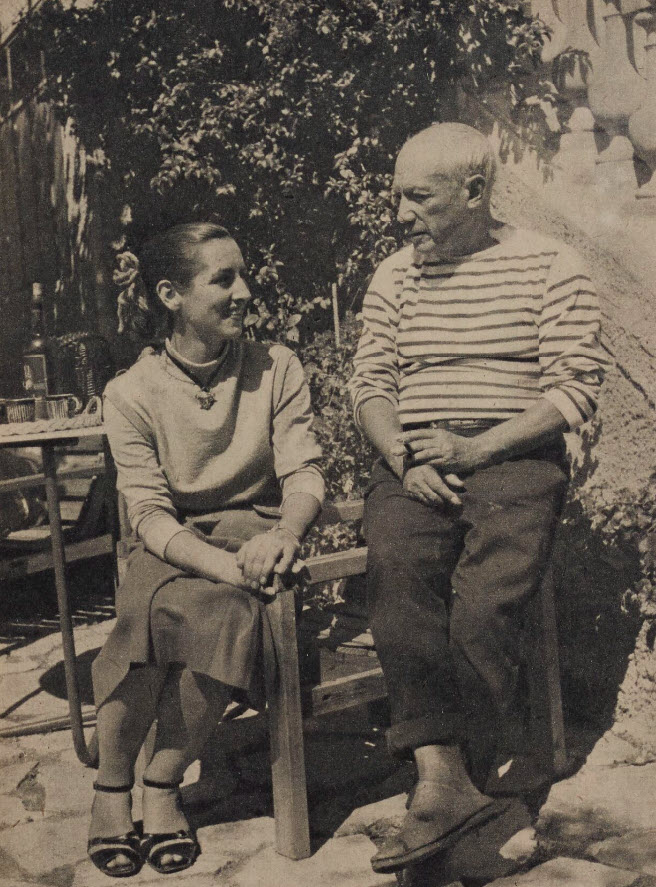
Francoise Gilot i Pablo Picasso, 1952 r.

Urodziła się 26 listopada 1921 w Neuilly-sur-Seine na przedmieściach Paryża w zamożnej rodzinie agronoma i producenta chemikaliów Emile’a Gilota oraz Madeleine Renoult-Gilot. 
Malowała od trzeciego roku życia, być może inspirując się matką akwarelistką. Jej wczesne prace miały wyraźny kubistyczny charakter. Pod naciskiem ojca w 1938 uzyskała tytuł licencjata na Uniwersytecie Paryskim, po czym kontynuowała studia na Sorbonie (filozofia) i w Instytucie Brytyjskim w Paryżu (literatura angielska), a także uzyskała dyplom z literatury angielskiej na Uniwersytecie Cambridge. Podjęła także studia prawnicze, ale nie porzuciła malarstwa. Od 1941 brała indywidualne lekcje u węgierskiego malarza żydowskiego pochodzenia Endre Rozsdy.
W 1943 w paryskim bistro poznała Pabla Picassa. W tym czasie organizowana była jej pierwsza wystawa, a ona sama porzuciła studia prawnicze, aby studiować sztukę w Académie Julian.
Gilot szybko została muzą Pabla Picassa – sportretował ją m.in. na obrazach Kobieta-Kwiat (1946) i Femme assise (1949). W 1946 zamieszkała z Picassem. W trakcie ich wspólnego życia często była nękana przez żonę Picassa Olgę Chochłową, której Picasso od 1935 blokował rozwód w obawie o podział majątku. Picasso wpłynął na Gilot artystycznie i znacząco pomógł jej  zaistnieć w galeriach i domach aukcyjnych, lecz chciał ją kontrolować i pozbawić swobody twórczej. Ich związek trwał ponad 10 lat, a zakończyła go Gilot, która była jedyną partnerką Picassa, która go porzuciła, a nie została porzucona przez niego. Gilot twierdziła, że Picasso znęcał się nad nią fizyczne i psychicznie oraz, że bywał okrutny, sadystyczny i bezlitosny dla innych i dla siebie (m.in. zgasił na jej twarzy papierosa).
Lata ich związku opisała szczegółowo w wydanych w 1964 bestsellerowych wspomnieniach Życie z Picassem. Picasso trzykrotnie bezskutecznie składał pozwy przeciwko niej i wydawcy książki, a po sądowej porażce próbował (z powodzeniem) sabotować jej karierę artystyczną i do końca życia unikał kontaktów z ich wspólnymi dziećmi. Z rozmysłem zniszczył również wszystkie pamiątki po niej, których nie zdążyła zabrać z ich wspólnego domu, m.in. listy, które pisał do niej Henri Matisse. Na podstawie książki w 1996 powstał film Picasso – twórca i niszczyciel z Anthonym Hopkinsem i Nataschą McElhone. Wcześniej Jerzy Andrzejewski wykorzystał romans Gilot z Picassem jako inspirację do swojej powieści Idzie skacząc po górach.
W 1970 osiedliła się w Stanach Zjednoczonych. W 1973 została mianowana dyrektorem artystycznym Virginia Woolf Quarterly. Dwa lata później napisała książkę Interface: The Painter and the Mask o swoim życiu jako artystki. Wykładała na uczelniach artystycznych w Nowym Jorku i Paryżu, a 1976–1983 kierowała wydziałem sztuk pięknych na Uniwersytecie Południowej Kalifornii. W latach 80. i 90. XX w. projektowała kostiumy, scenografię i maski dla Muzeum Guggenheima w Nowym Jorku.
Gilot malowała jeszcze jako 90-latka. Jest autorką ok. 1600 płócien i 3600 prac na papierze oraz ceramiki. Jej prace znajdują się w zbiorach m.in. Musée d’Art Moderne w Paryżu, Metropolitan Museum of Art i Museum of Modern Art w Nowym Jorku oraz w National Museum of Women in the Arts w Waszyngtonie. Dopiero w 2024 Musée Picasso zapowiedziało otwarcie oddzielnej sali poświęconej twórczości Gilot, pokazującej ją jako autonomiczną jednostkę twórczą, a także zmianę narracji wystawy stałej poświęconej Picassowi w kontekście Gilot. Uhonorowano ją m.in. Krzyżem Kawalerskim (1990) i Krzyżem Oficerskim (2010) Legii Honorowej.
Po rozstaniu z Picassem Gilot dwukrotnie wychodziła za mąż – za malarza i przyjaciela z dzieciństwa Luca Simona (1955–1962) a potem za wirusologa Jonasa Salka. Była matką dwojga dzieci Picassa – Claude’a (1947) oraz Palomy (1949) a ze związku z Simonem miała córkę Aurélię.
Zmarła 6 czerwca 2023 w Nowym Jorku.